# Gira de los Leones Británico-Irlandeses 1980
La Gira de los Leones Británicos e Irlandeses 1980 fue el 24 tour internacional de rugby de los europeos, que tuvo lugar en Sudáfrica desde el 10 de mayo al 12 de julio de 1980.
Fue la gira más polémica y duramente criticada en el Mundo, debido a que el país africano estaba sancionado por su política de racismo y hoy es parte oscura del rugby. Esta fue la última visita de los Lions a Sudáfrica durante el gobierno racista y en la era del amateurismo.

## Historia
La última vez que sudafricanos y británico-irlandeses se enfrentaron fue en la Gira de Sudáfrica 1974, en aquella ocasión los Lions destrozaron a los Springboks. A su vez la última victoria de los sudafricanos había sido una paliza ocurrida en la Gira de Sudáfrica 1968, por lo que la victoria del combinado local fue un resultado histórico.
Debido al agravamiento de la sanción, impuesta esta vez con un boicot desde 1981, ambos rivales no volverían a enfrentarse sino hasta 17 años después en la Gira de Sudáfrica 1997.
O'Donnell se lesionó el cuello y debió retirarse del rugby.

## Plantel

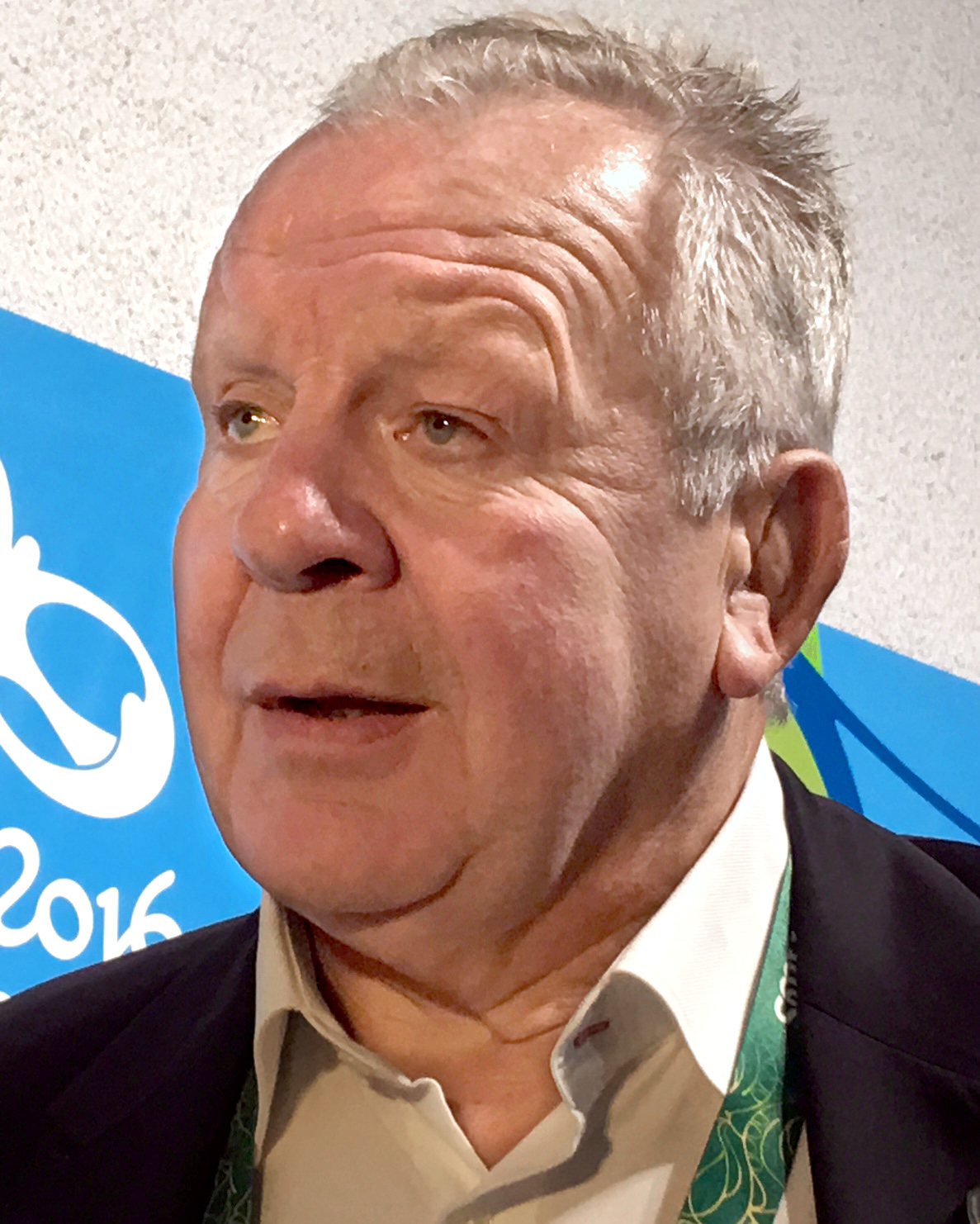
Beaumont fue el capitán.

|                         | Jugador           | Edad    | Posición      | Pruebas | Equipo              |
| ----------------------- | ----------------- | ------- | ------------- | ------- | ------------------- |
| Hookers y Pilares       |                   |         |               |         |                     |
|                         | Phil Blakeway     | x años  | Pilar         | x       |                     |
|                         | Fran Cotton       | x años  | Pilar         | x       |                     |
|                         | Phil Orr          | x años  | Pilar         | x       |                     |
|                         | Alan Phillips     | x años  | Hooker        | x       |                     |
| 3                       | Graham Price      | x años  | Pilar         | x       |                     |
|                         | Ian Stephens      | x años  | Pilar         | x       |                     |
| 2                       | Peter Wheeler     | x años  | Hooker        | x       |                     |
| 1                       | Clive Williams    | x años  | Pilar         | x       |                     |
| Segundas líneas         |                   |         |               |         |                     |
| 4                       | Bill Beaumont     | 28 años | Segunda línea | 3       | Fylde RFC           |
| 5                       | Maurice Colclough | x años  | Segunda línea | x       |                     |
|                         | Allan Martin      | x años  | Segunda línea | x       |                     |
|                         | Alan Tomes        | x años  | Segunda línea | x       |                     |
| Alas y Octavos          |                   |         |               |         |                     |
|                         | John Beattie      | x años  | Ala           | x       |                     |
|                         | Stuart Lane       | x años  | Ala           | x       |                     |
| 6                       | John O'Driscoll   | 27 años | Ala           | 0       | London Irish        |
|                         | Derek Quinnell    | x años  | Octavo        | x       |                     |
| 8                       | Jeff Squire       | 28 años | Octavo        | 2       | Pontypool RFC       |
| 7                       | Colm Tucker       | 27 años | Ala           | 0       | Munster Rugby       |
|                         | Gareth Williams   | 25 años | Octavo        | 0       | Bridgend Ravens     |
| Medios scrums           |                   |         |               |         |                     |
|                         | Terry Holmes      | x años  | Medio scrum   | 0       |                     |
| 9                       | Colin Patterson   | 25 años | Medio scrum   | 0       | Ulster Rugby        |
|                         | John Robbie       | 24 años | Medio scrum   | 0       |                     |
|                         | Steve Smith       | x años  | Medio scrum   | 0       |                     |
| Aperturas y Centros     |                   |         |               |         |                     |
| 10                      | Ollie Campbell    | 26 años | Apertura      | 0       | Leinster Rugby      |
|                         | William Davies    | 24 años | Apertura      | 0       | Cardiff RFC         |
| 12                      | Paul Dodge        | 22 años | Centro        | 0       | Leicester Tigers    |
| 13                      | Ray Gravell       | 28 años | Centro        | 0       | Llanelli RFC        |
|                         | Jim Renwick       | 28 años | Centro        | 0       | Hawick RFC          |
|                         | David Richards    | 26 años | Centro        | 0       | Swansea RFC         |
|                         | Tony Ward         | 25 años | Apertura      | 0       | Munster Rugby       |
|                         | Clive Woodward    | 24 años | Centro        | 0       | Leicester Tigers    |
| Fullbacks y Wings       |                   |         |               |         |                     |
| 14                      | John Carleton     | 24 años | Wing          | 0       | Orrell R.U.F.C.     |
| 11                      | Bruce Hay         | 30 años | Wing          | 0       | Boroughmuir RFC     |
| 15                      | Andy Irvine       | 28 años | Fullback      | 6       | Heriot's Rugby Club |
|                         | Peter Morgan      | x años  | Wing          | x       |                     |
|                         | Rodney O'Donnell  | 23 años | Fullback      | 0       | Leinster Rugby      |
|                         | Elgan Rees        | x años  | Wing          | x       |                     |
|                         | Mike Slemen       | x años  | Wing          | x       |                     |
| Entrenador: Noel Murphy |                   |         |               |         |                     |

## Partidos de entrenamiento
| N.º  | Fecha       | Rival                              | Resultado |        | Lugar                         | Espectadores | Ciudad                    |
| ---- | ----------- | ---------------------------------- | --------- | ------ | ----------------------------- | ------------ | ------------------------- |
| 1.º  | 10 de mayo  | Eastern Province Elephants         | 16 – 28   | Leones | Estadio Boet Erasmus          | ¿?           | Gqeberha                  |
| 2.º  | 14 de mayo  | SARA                               | 6 – 28    | Leones | Buffalo City Stadium          | ¿?           | East London               |
| 3.º  | 17 de mayo  | Natal Sharks                       | 15 – 21   | Leones | Estadio Kings Park            | ¿?           | Durban                    |
| 4.º  | 21 de mayo  | South African Invitation XV        | 19 – 22   | Leones | Olën Park                     | ¿?           | Potchefstroom             |
| 5.º  | 24 de mayo  | Free State Cheetahs                | 17 – 21   | Leones | Estadio Free State            | ¿?           | Bloemfontein              |
| 6.º  | 27 de mayo  | SARFF                              | 6 – 15    | Leones | Estadio Danie Craven          | ¿?           | Stellenbosch              |
| 7.º  | 4 de junio  | South African Country Districts XV | 7 – 27    | Leones | Estadio de Rugby Hage Geingob | 9.000        | Windhoek (actual Namibia) |
| 8.º  | 7 de junio  | Golden Lions                       | 12 – 32   | Leones | Estadio Wanderers             | ¿?           | Johannesburgo             |
| 9.º  | 10 de junio | Falcons                            | 15 – 21   | Leones | Estadio PAM Brink             | ¿?           | Springs                   |
| 10.º | 18 de junio | Sudáfrica A                        | 6 – 17    | Leones | Estadio Wanderers             | ¿?           | Johannesburgo             |
| 11.º | 21 de junio | Blue Bulls                         | 9 – 16    | Leones | Estadio Loftus Versfeld       | ¿?           | Pretoria                  |
| 12.º | 2 de julio  | Barbarians sudafricanos            | 14 – 25   | Leones | Estadio Kings Park            | ¿?           | Durban                    |
| 13.º | 5 de julio  | Western Province                   | 6 – 37    | Leones | Estadio Newlands              | ¿?           | Ciudad del Cabo           |
| 14.º | 8 de julio  | Griquas                            | 19 – 23   | Leones | Estadio De Beers              | ¿?           | Kimberley                 |

## Springboks

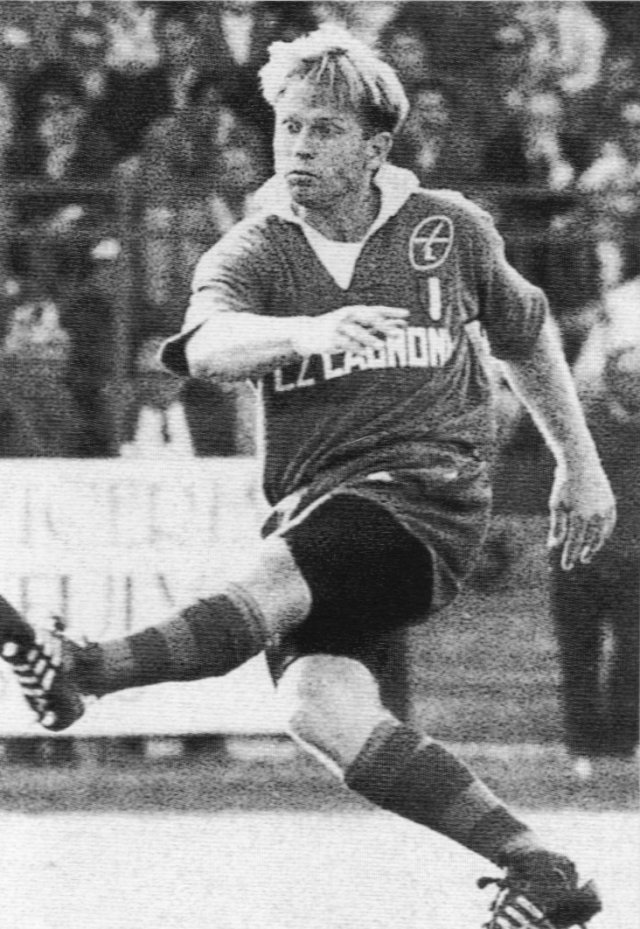
Botha fue el back estrella.

Entrenador: Nelie Smith
Forwards
- A
- Morné du Plessis
- Rob Louw
- Theuns Stofberg
- Moaner van Heerden
- Z

Backs
- A
- Naas Botha
- Willie du Plessis
- Gerrie Germishuys
- Ray Mordt
- Gysie Pienaar
- Divan Serfontein
- Z

## Pruebas
En el primer duelo, Lane se lesionó al minuto de juego y hasta la actualidad es el récord de menor tiempo jugado con los Leones.
Primera jornada
| 31 de mayo | Sudáfrica                                                                      | 26 – 22 | Leones                               | Estadio Newlands, Ciudad del Cabo                      |                                                        |
|            | Tries Louw Du Plessis Van Heerden Germishuys Serfontein Conversiones Botha (3) |         | Try Price Penales (5) Ward Drop Ward | Asistencia: 38.170 espectadores Árbitro(s): F. Palmade | Asistencia: 38.170 espectadores Árbitro(s): F. Palmade |

### Segunda fecha
| 14 de junio | Sudáfrica                               | 26 – 19 | Leones                                  | Estadio Free State, Bloemfontein                       |                                                        |
|             | Tries x Conversiones x Penales x Drop x |         | Tries x Conversiones x Penales x Drop x | Asistencia: 57.159 espectadores Árbitro(s): F. Palmade | Asistencia: 57.159 espectadores Árbitro(s): F. Palmade |

### Prueba clave
| 28 de junio | Sudáfrica                                              | 12 – 10 | Leones                       | Estadio EPRU, Puerto Elizabeth                          |                                                         |
|             | Try Germishuys Conversión Botha Penal Botha Drop Botha |         | Try Hay Penales (2) Campbell | Asistencia: 49.250 espectadores Árbitro(s): J-P. Bonnet | Asistencia: 49.250 espectadores Árbitro(s): J-P. Bonnet |

### Última fecha
| 12 de julio | Sudáfrica                               | 13 – 17 | Leones                                  | Loftus Versfeld, Pretoria                               |                                                         |
|             | Tries x Conversiones x Penales x Drop x |         | Tries x Conversiones x Penales x Drop x | Asistencia: 68.000 espectadores Árbitro(s): J-P. Bonnet | Asistencia: 68.000 espectadores Árbitro(s): J-P. Bonnet |